# Take Me to Church
"Take Me to Church" là đĩa đơn đầu tay của nghệ sĩ thu âm người Ireland Hozier. Nó được phát hành thành đĩa đơn mở đường cho EP Take Me to Church của anh vào ngày 16 tháng 9 năm 2013, đồng thời cũng là bài hát đầu tiên trong album đầu tay được đặt tên theo tên của anh, Hozier.
Bài hát xuất hiện trên bảng xếp hạng Irish Singles Chart vào tháng 10 năm 2013 tại vị trí quán quân và giữ ngôi quán quân trong vòng 4 tuần liên tiếp. Trong tháng 5 năm 2014, Hozier biểu diễn bài hát trên chương trình Late Show with David Letterman. Sau đó, bài hát được gửi đến các đài phát thanh modern rock ở Hoa Kỳ vào ngày 24 tháng 6 năm 2014 thông qua hãng Columbia Records. Bài hát đã đạt vị trí cao nhất là #2 trên bảng xếp hạng Billboard Hot 100, trở thành đĩa đơn đầu tiên của anh nằm trong top 5 bảng xếp hạng. Tính đến tháng 11 năm 2014, đĩa đơn này đã bán được hơn một triệu bản tại Hoa Kỳ. Bài hát cũng đồng thời lọt vào top 5 các bảng xếp hạng của nhiều quốc gia, trong đó có Úc, Canada, Ireland, Ý, New Zealand và Vương quốc Anh. Bài hát này đã được đề cử cho hạng mục Bài hát của năm tại lễ trao giải Grammy lần thứ 57, năm 2015. Ca khúc đã được chứng nhận 5 đĩa bạch kim bởi RIAA.

## Bối cảnh sản xuất
Trong nhiều cuộc phỏng vấn, Hozier đã nói rằng "Take Me to Church" được chính anh viết ngay sau khi chia tay bạn gái của mình, lấy cảm hứng từ một vụ việc tuyên truyền chống lại người đồng tính diễn ra ở Nga.. Nữ ca sĩ Nina Simone cũng là người đã truyền cảm hứng cho anh để viết bài hát.

## Ý nghĩa ca từ
Về mặt ca từ, "Take Me to Church" là một phép ẩn dụ khi nhân vật chính trong bài hát so sánh người yêu của anh ta với tín ngưỡng tôn giáo.
Trong một cuộc phỏng vấn với The Irish Times, Hozier nói: "Tôi rút ra một điều, rằng việc con người đắm chìm vào tình yêu là một sự chết chóc, một sự hủy hoại tất cả mọi thứ. Bạn thích ngắm nhìn bản thân mình chết đi một cách tuyệt vời; và bạn nhận ra, trong giây phút ngắn ngủi, rằng tất cả những gì bạn tin về bản thân mình đã biến mất — nếu bạn nhìn xuyên qua đôi mắt của họ và thấy chính mình trong một khoảnh khắc. Trong một suy nghĩ về cái—chết—và—sự—hồi—sinh."
Trong một cuộc phỏng vấn khác với tạp chí New York, nam ca sĩ cũng nói thêm: "Tình dục, và khuynh hướng tính dục — bất kể là theo định hướng nào, thì đều hoàn toàn tự nhiên. Hành vi quan hệ tình dục là một trong những điều mang tình cảm của con người nhất. Thế nhưng, một tổ chức như nhà thờ tôn giáo, bằng những học thuyết của nó, sẽ làm suy yếu loài người thông qua thông qua việc dạy dỗ, rất thành công, về sự đáng xấu hổ của những khuynh hướng tính dục — rằng đó là một tội lỗi, hoặc nó mang tính xúc phạm đến Chúa. Bài hát này nói về việc khẳng định bản thân và lấy lại nhân cách của mình bằng một hành động bắt nguồn từ tình yêu thương."
Bài hát có nhắc đến một câu nói của Christopher Hitchens, một người theo chủ nghĩa vô thần: "Tôi sinh ra đã khác thường, nên hãy chỉ dẫn cho tôi để tôi được là người tốt."

## Video âm nhạc
Video âm nhạc cho bài hát được đạo diễn bởi Brendan Canty và ra mắt vào ngày 25 tháng 9 năm 2013. Video được quay dưới định dạng màu đen-trắng tại Inniscarra Dam nằm trong thành phố Cork của Ireland. Video nói về mối quan hệ giữa hai người đồng tính nam và sự phản ứng dữ dội của cộng đồng khi họ biết về khuynh hướng tính dục này của nam giới. Hozier không xuất hiện trong video này. Video này được coi là tuyên ngôn chống lại luật cấm kết hôn đồng giới ở Liên bang Nga. Video này đã đạt hơn 490 triệu lượt xem trên YouTube. Nói về video, Hozier cho biết: "Bài hát luôn luôn nói về sự tự nhiên trong bản chất của con người, và về việc nó bị suy yếu bởi những tổ chức tôn giáo — những người đã làm chúng ta tin rằng họ hành động như vậy là vì lợi ích cho loài người. Những gì chúng ta đã và đang được chứng kiến ở Nga thật sự là một cơn ác mộng; tôi đề xuất đưa bối cảnh này vào video và Brendan thích ý tưởng này."

## Các phiên bản hát lại và sử dụng trong giải trí

### Các phiên bản hát lại
- Matt McAndrew biểu diễn "Take Me to Church" trong chương trình truyền hình thực tế The Voice phiên bản Mĩ mùa thứ 7.[21] Phiên bản này đạt vị trí cao nhất là #5 trên bảng xếp hạng iTunes[21] và #92 trên bảng xếp hạng Billboard Hot 100.[22]
- Nhóm nhạc người Anh Neon Jungle thu âm một bản hát lại của bài hát và đưa vào phiên bản cao cấp của album phòng thu đầu tay của nhóm, Welcome to the Jungle.[23]
- Nhiều ca sĩ khác đã hát lại bài hát này, trong đó có Kiesza[24] và Ed Sheeran.[25]

### Sử dụng trong giải trí
- "Take Me to Church" cũng được Beats by Dre cùng với sự hợp tác của nghệ sĩ LeBron James sử dụng để quảng bá thương mại. Trong video để quảng bá, James quay về ngôi trường cũ của mình tại Akron.[26]

## Xếp hạng
| Bảng xếp hạng (2013–15)                         | Vị trí cao nhất |
| ----------------------------------------------- | --------------- |
| Úc (ARIA)                                       | 2               |
| Áo (Ö3 Austria Top 40)                          | 1               |
| Bỉ (Ultratop 50 Flanders)                       | 1               |
| Bỉ (Ultratop 50 Wallonia)                       | 2               |
| Bulgaria (BG Top 40)                            | 11              |
| Canada (Canadian Hot 100)                       | 2               |
| Croatia (Airplay Radio Chart)                   | 9               |
| Cộng hòa Séc (Rádio Top 100)                    | 3               |
| Cộng hòa Séc (Singles Digitál Top 100)          | 1               |
| Đan Mạch (Tracklisten)                          | 4               |
| Phần Lan (Suomen virallinen lista)              | 4               |
| Pháp (SNEP)                                     | 2               |
| Trường songid là BẮT BUỘC CHO BẢNG XẾP HẠNG ĐỨC | 2               |
| Greece Digital Songs (Billboard)                | 1               |
| Hungary (Single Top 40)                         | 4               |
| Iceland (Tonlist Lagalistinn)                   | 1               |
| Ireland (IRMA)                                  | 2               |
| Ý (FIMI)                                        | 1               |
| Latvia (European Hit Radio)                     | 1               |
| Liban (Official Lebanese Top 20)                | 1               |
| Hà Lan (Dutch Top 40)                           | 2               |
| Hà Lan (Single Top 100)                         | 2               |
| New Zealand (Recorded Music NZ)                 | 2               |
| Na Uy (VG-lista)                                | 2               |
| Ba Lan (Polish Airplay Top 100)                 | 1               |
| Portugal (Billboard)                            | 1               |
| Scotland (OCC)                                  | 3               |
| Slovakia (Rádio Top 100)                        | 28              |
| Slovakia (Singles Digitál Top 100)              | 1               |
| Thụy Điển (Sverigetopplistan)                   | 1               |
| Thụy Sĩ (Schweizer Hitparade)                   | 1               |
| Anh Quốc (OCC)                                  | 3               |
| Hoa Kỳ Billboard Hot 100                        | 2               |
| Hoa Kỳ Hot Rock Songs (Billboard)               | 1               |
| Hoa Kỳ Alternative Songs (Billboard)            | 2               |
| Hoa Kỳ Adult Contemporary (Billboard)           | 19              |
| Hoa Kỳ Adult Pop Airplay (Billboard)            | 2               |
| Hoa Kỳ Pop Airplay (Billboard)                  | 6               |

| Bảng xếp hạng (2014)                   | Vị trí |
| -------------------------------------- | ------ |
| Canada (Canadian Hot 100)              | 83     |
| Italy (FIMI)                           | 37     |
| US Hot Rock Songs (Billboard)          | 13     |
| US Rock Airplay (Billboard)            | 15     |
| US Adult Alternative Songs (Billboard) | 3      |
| US Alternative Songs (Billboard)       | 17     |

## Chứng nhận
| Quốc gia | Chứng nhận  | Số đơn vị/doanh số chứng nhận |
| --- | ----------- | ----------------------------- |
| Úc (ARIA) | 5× Bạch kim | 350.000^                      |
| Áo (IFPI Áo) | Vàng        | 15.000*                       |
| Bỉ (BEA) | Bạch kim    | 30.000*                       |
| Canada (Music Canada) | 6× Bạch kim | 480.000*                      |
| Đan Mạch (IFPI Đan Mạch) | 2× Bạch kim | 120,000^                      |
| Đức (BVMI) | Bạch kim    | 400.000‡                      |
| Ý (FIMI) | 5× Bạch kim | 250.000‡                      |
| New Zealand (RMNZ) | 3× Bạch kim | 0*                            |
| Thụy Điển (GLF) | 3× Bạch kim | 60.000‡                       |
| Thụy Sĩ (IFPI) | Bạch kim    | 30.000‡                       |
| Anh Quốc (BPI) | 2× Bạch kim | 1.200.000‡                    |
| Hoa Kỳ (RIAA) | 5× Bạch kim | 4.270.000                     |
| Streaming |             |                               |
| Đan Mạch (IFPI Đan Mạch) | Bạch kim    | 2.600.000^                    |
| * Chứng nhận dựa theo doanh số tiêu thụ. ^ Chứng nhận dựa theo doanh số nhập hàng. ‡ Chứng nhận dựa theo doanh số tiêu thụ và phát trực tuyến. |             |                               |

 Từ tháng 5 năm 2013 RIAA cấp chứng nhận cho đĩa đơn tải kĩ thuật số bao gồm lượt yêu cầu bài hát và/hoặc lượng stream video ca khúc cộng với lượt tải kĩ thuật số.

## Lịch sử phát hành
| Quốc gia | Ngày phát hành       | Định dạng                                                    | Nhãn hiệu        |
| -------- | -------------------- | ------------------------------------------------------------ | ---------------- |
| Hoa Kỳ   | 24 tháng 2 năm 2014  | Phát trên đài phát thanh adult alternative                   | Columbia Records |
| Ireland  | 20 tháng 3 năm 2014  | Tải kĩ thuật số                                              | Rubyworks        |
| Hoa Kỳ   | 24 tháng 6 năm 2014  | Phát trên đài phát thanh modern rock                         | Columbia Records |
| Hoa Kỳ   | 8 tháng 9 năm 2014   | Phát trên đài phát thanh hot adult contemporary              | Columbia Records |
| Hoa Kỳ   | 16 tháng 9 năm 2014  | Phát trên đài phát thanh comporary hit                       | Columbia Records |
| Colombia | 28 tháng 12 năm 2014 | Música Contemporanea para Adultos (Adult Contemporary Music) | RadiOniK         |